# Union (Nowy Jork)
Union – miasto w Stanach Zjednoczonych, w stanie Nowy Jork, w hrabstwie Broome.